# Lill-Uppdjusen
Lill-Uppdjusen är en sjö i Älvdalens kommun i Dalarna och ingår i Dalälvens huvudavrinningsområde. Sjön har en area på 0,492 kvadratkilometer och ligger 466,5 meter över havet. Sjön avvattnas av vattendraget Dysån (Uppdjusån).

## Delavrinningsområde
Lill-Uppdjusen ingår i det delavrinningsområde (678782-139278) som SMHI kallar för Inloppet i Stor-Uppdjusen. Medelhöjden är 507 meter över havet och ytan är 8,11 kvadratkilometer. Det finns ett avrinningsområde uppströms, och räknas det in blir den ackumulerade arean 16,33 kvadratkilometer. Dysån (Uppdjusån) som avvattnar avrinningsområdet har biflödesordning 2, vilket innebär att vattnet flödar genom totalt 2 vattendrag innan det når havet efter 376 kilometer. Avrinningsområdet består mestadels av skog (64 procent). Avrinningsområdet har 0,56 kvadratkilometer vattenytor vilket ger det en sjöprocent på 6,9 procent.